# Magistralinis kelias A15
La Magistralinis kelias A15 è una strada maestra della Lituania. Collega la capitale Vilnius alla città di Šalčininkai, un insediamento al confine con la Bielorussia.

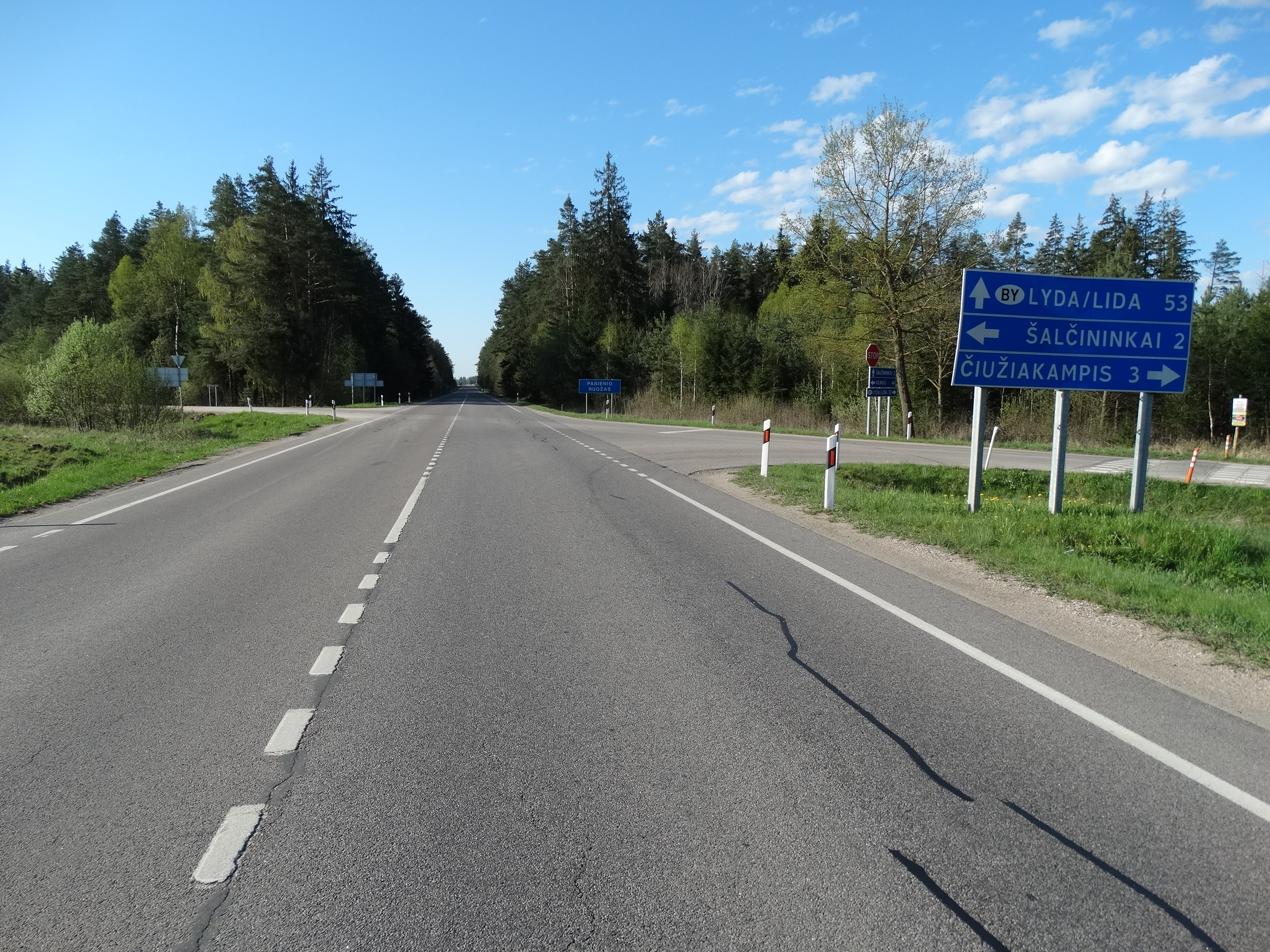
La A15 all’altezza di Šalčininkai

In territorio bielorusso la strada prosegue con la denominazione di M11.